# Miraflores, Comonfort
Miraflores är en ort i Mexiko.   Den ligger i kommunen Comonfort och delstaten Guanajuato, i den centrala delen av landet, 240 km nordväst om huvudstaden Mexico City. Miraflores ligger 1 996 meter över havet och antalet invånare är 427.
Terrängen runt Miraflores är kuperad åt nordväst, men åt sydost är den platt. Runt Miraflores är det ganska tätbefolkat, med 134 invånare per kvadratkilometer. Närmaste större samhälle är Santa Cruz de Juventino Rosas, 16,1 km söder om Miraflores. Trakten runt Miraflores består i huvudsak av gräsmarker.